# Nexenta
Nexenta OS – dystrybucja systemu GNU/Solaris. Oznacza to, że – podobnie jak GNU/Linux – korzysta z oprogramowania GNU, lecz używa jądra OpenSolarisa.
System pakietów bazuje na linuksowej dystrybucji Debian i zachowuje zgodność binarną (ABI) z Solarisem.

## Wydania
| Wersja | Data wydania     | Opis |
| ------ | ---------------- | --- |
| 1.0    | 11 lutego 2008   | zmniejszone wymagania sprzętowe (ok. 256MB pamięci RAM), możliwość bezpośredniego rozruchu z ZFS, integracja systemu apt z klonowaniem ZFS, jądro b82+, z krytycznymi łatami z b83, obsługa Xen, wbudowany w jądro klient CIFS,zaawansowana i zintegrowana obsługa Nexenta Zones |
| 2.0    | 25 maja 2009     | aktualizacja do Ubuntu 8.04 LTS, apt-clone, wsparcie do uruchamiania usług poprzez SMF, jądro b104+ |
| 3.0    | 18 sierpnia 2010 | deduplikacja danych, jądro b134+ |